# Drosophila briegeri
Drosophila briegeri är en tvåvingeart som beskrevs av Crodowaldo Pavan och Breuer 1954. Drosophila briegeri ingår i släktet Drosophila och familjen daggflugor.
Artens utbredningsområde sträcker sig från Panama till Brasilien.